# Dracophyllum politum
Dracophyllum politum là một loài thực vật có hoa trong họ Thạch nam. Loài này được (Cheeseman) Cockayne mô tả khoa học đầu tiên năm 1909.